# Vlad Mihalcea
Vlad Dumitru Mihalcea  (sinh ngày 28 tháng 10 năm 1998 ở Brașov) là một cầu thủ bóng đá người România thi đấu ở vị trí tiền vệ tấn công cho Academica Clinceni theo dạng cho mượn từ Steaua București.

## Sự nghiệp câu lạc bộ

### Steaua București
Sau khi thi đấu cho đội trẻ FC Brașov, Mihalcea ký bản hợp đồng chuyên nghiệp đầu tiên vào tháng 6 năm 2015, khi anh đặt bút ký bản hợp đồng 6 năm với nhà vô địch România Steaua București. Anh có khởi đầu tốt đầu mùa giải với tư cách cầu thủ trẻ, khi có 2 pha kiến tạo và 1 bàn thắng trong 5 trận đấu giao hữu.

## Thống kê sự nghiệp

### Câu lạc bộ
| Câu lạc bộ          | Mùa giải            | Giải vô địch | Giải vô địch | Cúp     | Cúp       | Cúp Liên đoàn | Cúp Liên đoàn | Châu Âu | Châu Âu   | Khác    | Khác      | Tổng cộng | Tổng cộng | Tổng cộng |
| Câu lạc bộ          | Mùa giải            | Số trận      | Bàn thắng    | Số trận | Bàn thắng | Số trận       | Bàn thắng     | Số trận | Bàn thắng | Số trận | Bàn thắng | Số trận   | Bàn thắng |           |
| ------------------- | ------------------- | ------------ | ------------ | ------- | --------- | ------------- | ------------- | ------- | --------- | ------- | --------- | --------- | --------- | --------- |
| Steaua București    | 2015–16             | 5            | 0            | 1       | 0         | 1             | 0             | 1       | 0         | 1       | 0         | 9         | 0         |           |
| Steaua București    | 2016–17             | 1            | 0            | 0       | 0         | 0             | 0             | 0       | 0         | –       | –         | 1         | 0         |           |
| Steaua București    | 2017–18             | 0            | 0            | 0       | 0         | –             | –             | 0       | 0         | –       | –         | 0         | 0         |           |
| Tổng cộng           | Tổng cộng           | 6            | 0            | 1       | 0         | 1             | 0             | 1       | 0         | 1       | 0         | 10        | 0         |           |
| Steaua II București | 2016–17             | 26           | 6            | –       | –         | –             | –             | –       | –         | –       | –         | 26        | 6         |           |
| Tổng cộng           | Tổng cộng           | 26           | 6            | –       | –         | –             | –             | –       | –         | –       | –         | 26        | 6         |           |
| Poli Timișoara      | 2017–18             | 1            | 0            | 0       | 0         | –             | –             | –       | –         | –       | –         | 1         | 0         |           |
| Tổng cộng           | Tổng cộng           | 1            | 0            | 0       | 0         | –             | –             | –       | –         | –       | –         | 1         | 0         |           |
| Academica Clinceni  | 2017–18             | 33           | 2            | 0       | 0         | –             | –             | –       | –         | –       | –         | 33        | 2         |           |
| Tổng cộng           | Tổng cộng           | 33           | 2            | 0       | 0         | –             | –             | –       | –         | –       | –         | 33        | 2         |           |
| Tổng cộng sự nghiệp | Tổng cộng sự nghiệp | 66           | 8            | 1       | 0         | 1             | 0             | 1       | 0         | 1       | 0         | 70        | 8         |           |

Thống kê chính xác đến trận đấu diễn ra ngày 2 tháng 6, 2018

## Danh hiệu

### Câu lạc bộ
Steaua București
- Cúp Liên đoàn: 2015–16